# Posição de lótus

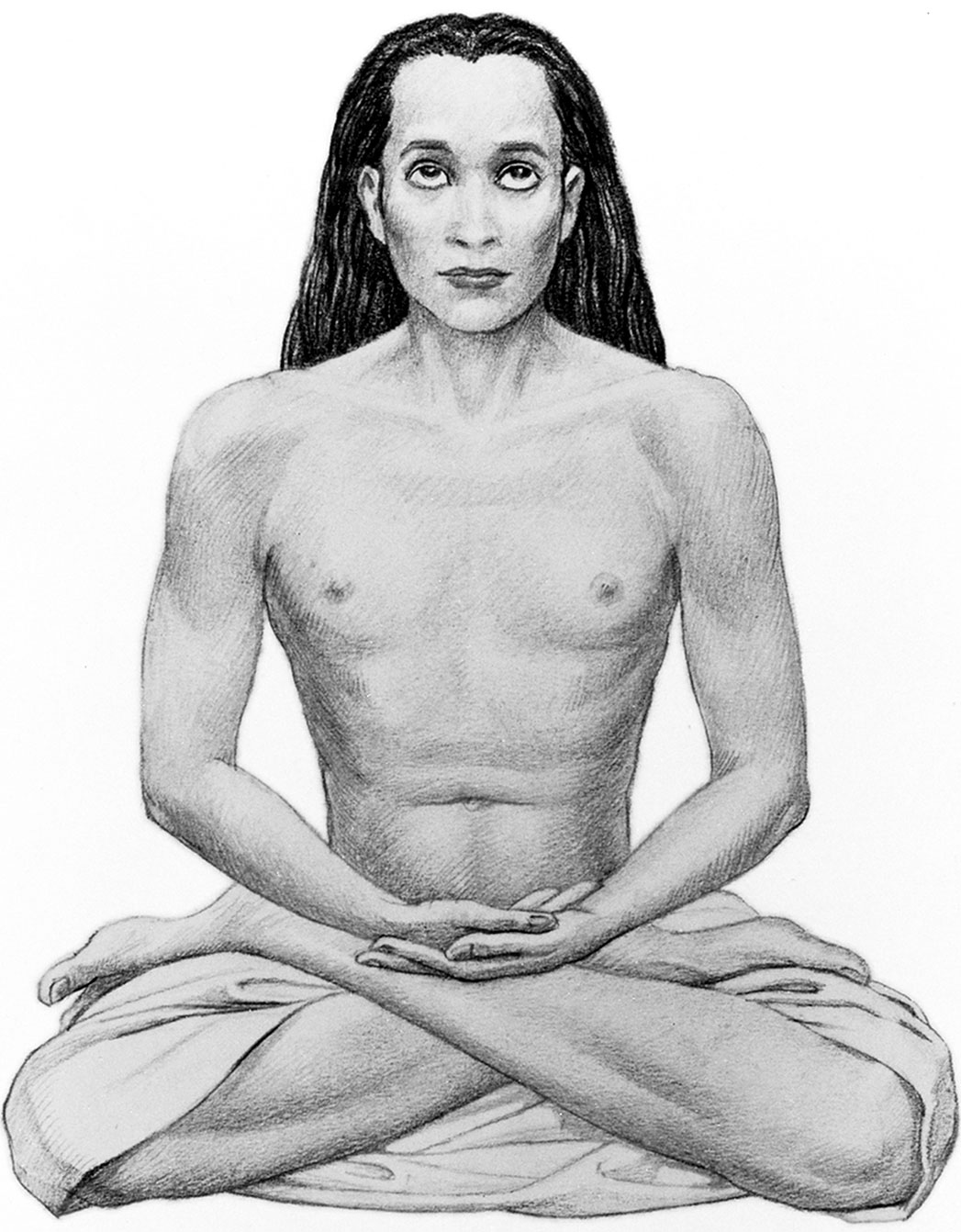
Representação de Babaji em posição de lótus

A posição de lótus (em devanágari: पद्मासन; IAST: padmāsana; em japonês: 結跏趺坐) é uma postura em que o indivíduo permanece sentado com as pernas cruzadas e os pés em oposição às coxas com o fim de meditar seguindo práticas indianas. Foi estabelecida na tradição da ioga hindu. A posição lembra uma flor de lótus, melhorando a respiração e promovendo a estabilidade física.
Esta posição faz parte das tradições da hatha e da raja-ioga.[carece de fontes?]
É talvez o maior símbolo da espiritualidade oriental. Famosas representações deste asana incluem Xiva, deus do hinduísmo, e Sidarta Gautama, o fundador do budismo. A primeira representação pictórica do padmasana foi encontrada em Harapa, no vale do Indo, num selo em que Xiva é representado como Pashupati, Senhor das Feras.
Padmasana (posição de lótus) é um asana (posição) por excelência, mas não é para todos. Estudantes experientes utilizam-no como um asana para o seu pranayama (prática de respiração) diário ou na meditação, mas novatos podem ter necessidade de utilizar outras posições, mais adequadas. Este asana trabalha a flexibilidade das articulações dos joelhos e tornozelos, tonificar os órgãos abdominais e a coluna, promovendo maior irrigação sanguínea na base do tronco.[carece de fontes?]

## Posições mais fáceis
- Ardha padmasana
- Virabhadrasana
- Utthita Parsvakonasana
- Utthita Trikonasana
- Ardha Matsyendrasana
- Anu Sirsasana

## Variações
- Matsyasana
- Kamalasana

## Posições mais avançadas
- Adho Mukha Svanasana
- Supta Padangusthasana